# Karjala Cup 2005
Der Karjala Cup 2005 ist seit 1996 die 10. Austragung des jährlich stattfindenden Eishockeyturniers. Es ist Teil der Euro Hockey Tour, bei welcher sich die Nationalmannschaften Finnlands, Schwedens, Russlands und Tschechiens messen. Die Spiele von 2005 wurden in Helsinki in Finnland und Jönköping in Schweden ausgetragen.

## Spiele
| 10. November 2005 | Tschechien P. Ton (9:13) M. Hořava (12:17) M. Hořava (14:10) | 3:6 (3:1, 0:3, 0:2) Spielbericht | Schweden C. Berglund (10:26) M. Hannula (23:23) J. Boumedienne (29:03) C. Berglund (30:11) A. Johansson (54:49) M. Ragnarsson (57:43) | Kinnarps Arena, Jönköping Zuschauer: 6.944 |

| 10. November 2005 | Russland Sergei Kriwokrassow (25:09) Alexei Michnow (52:43) | 2:3 n. P. (0:0, 1:0, 1:2, 0:0, 0:1) Spielbericht | Finnland T. Söderholm (54:52) J. Vuotilainen (55:58) T. Kallio (PS) | Hartwall Areena, Helsinki Zuschauer: 6.145 |

| 12. November 2005 | Schweden B. Melin (55:46) M. Kahnberg (57:42) M. Hannula (61:12) | 3:2 n. V. (0:0, 0:1, 2:1, 1:0) Spielbericht | Russland Jewgeni Gladskich (22:58) A. Taratuchin (54:36) | Hartwall Areena, Helsinki Zuschauer: 7.000 |

| 12. November 2005 | Tschechien J. Burger (6:29) J. Kalla (15:20) J. Kalla (19:37) V. Skuhravý (26:14) J. Hlinka (38:26) T. Rolinek (56:36) | 6:2 (2:2, 3:0, 1:0) Spielbericht | Finnland L. Kukkonen (6:01) J. Hentunen (18:14) | Hartwall Areena, Helsinki Zuschauer: 11.885 |

| 13. November 2005 | Schweden F. Emvall (29:40) | 1:2 (0:2, 1:0, 0:0) Spielbericht | Finnland R. Hahl (8:20) T. Salmelainen (14:58) | Hartwall Areena, Helsinki Zuschauer: 10.788 |

| 13. November 2005 | Tschechien R. Kántor (19:29) P. Tenkrát (38:45) L. Kohn (50:09) | 3:5 (1:3, 1:1, 1:1) Spielbericht | Russland I. Jemelejew (8:18) A. Taratuchin (11:16) S. Mosjakin (12:01) A. Michnow (37:43) S. Schukow (46:53) | Hartwall Areena, Helsinki Zuschauer: 3.000 |

| Platz                                                 | Mannschaft   | Spiele | S | S (OT) | N (OT) | N | T     | P |
| ----------------------------------------------------- | ------------ | ------ | - | ------ | ------ | - | ----- | - |
|                                                       | Finnland (1) | 3      | 1 | 1      | 0      | 1 | 7:9   | 5 |
|                                                       | Schweden (1) | 3      | 1 | 1      | 0      | 1 | 10:7  | 5 |
|                                                       | Russland (1) | 3      | 1 | 0      | 1      | 1 | 09:9  | 5 |
| 4.                                                    | Tschechien   | 3      | 1 | 0      | 0      | 2 | 12:13 | 3 |
| (1) Bei Punktgleichheit zählte der direkte Vergleich. |              |        |   |        |        |   |       |   |

## Auszeichnungen
- Bester Torhüter:  Fredrik Norrena
- Bester Verteidiger:  Kenny Jönsson
- Bester Stürmer:  Andrei Taratuchin